# Progestina
Progestina é um composto sintético do progestagênio que tem efeitos similares aos da progesterona. Os dois usos mais comuns das progestinas são a contracepção hormonal (tanto sozinhas, quanto combinadas com um estrogênio), e para prevenir a hiperplasia endometrial derivada da terapia de reposição hormonal por estrogênio. As progestinas também são usadas para tratar amenorréia secundária, sangramento disfuncional uterino e endometriose, e como cuidado paliativo no tratamento de câncer endometrial, no carcinoma de células renais, câncer de mama e câncer de próstata. Altas doses de acetato de mesogestrol são usadas para tratar anorexia, caquexia, e sintomas relacionados à AIDS.
As progestinas são classificadas de acordo com sua estrutura em progestágenos C19 e C21. As C19 são derivadas da testosterona, e as C21 da progesterona.
Progesterona ou algumas vezes a progestina didrogesterona ou caproato de 17α-hidroxiprogesterona é usado em protocolos de fertilização in vitro, de forma questionável para o tratamento de abortos recorrentes e para a prevenção de nascimento prematuro em mulheres grávidas com histórico de, no mínimo, um nascimento pré-termo.

## Histórico
A descoberta da habilidade da progesterona de suprimir a ovulação durante a gravidez provocou uma busca por hormônios semelhantes que não apresentassem os problemas associados à administração da progesterona, como baixa biodisponibilidade, quando administrados oralmente, e irritação local e dor, quando administrados frequentemente por via parenteral; ao mesmo tempo, esperava-se que esses novos hormônios controlassem a ovulação. Os muitos hormônios sintéticos que resultaram dessa busca são conhecidos como progestinas.
A primeira progestina ativa administrada oralmente, etisterona (pregneninolona, 17α-etiniltestosterona) o radical etinil 17α- análogo da testosterona, foi sintetizado em 1938 por Hans Herloff Inhoffen, Willy Logemann, Walter Hohlweg e Arthur Serini na Schering AG em Berlin, e comercializado na Alemanha em 1939 como Proluton C e pela Schering nos Estados Unidos em 1945 como Pranone
Uma progestina oral mais potente, a noretisterona (noretindrona, 19-nor-17α-etiniltestosterona), o análogo 19-nor da etisterona sintetizado em 1951 por Carl Djerassi, Luis Miramontes e George Rosenkranz na Syntex, Cidade do México, foi comercializado pela Parke-Davis nos Estados Unidos em 1957 como Norlutin e foi usada como progestina em contraceptivos orais (Ortho-Novum, Norinyl, etc.) no início dos anos de 1960.    
Noretinodrel, um isômero da norestisterona, foi sintetizado em 1952 por Frank B. Colton Searle em Skokie, Illinois e foi usada como progestina no Enovid, vendido nos Estados Unidos em 1957 a aprovado como promeiro contraceptivo oral em 1960    

## Exemplos
Alguns exemplos de progestinas que foram usadas como contraceptivos hormonais são noretinodrel (Enovid), noretindrona (muitos nomes comerciais, os mais conhecidos são Ortho-Novum e Ovcon), norgestimato (Ortho Tricyclen, Ortho-Cyclen), norgestrel, levonorgestrel (Alesse, Trivora-28, Plano B, Mirena), medroxiprogesterona (Provera, Depo-Provera), desogestrel, etonogestrel (Implanon), e drospirenona (Yasmin, Yasminelle, Yaz).
As progestinas são classificadas de acordo com sua geração:
- Primeira (estranel): noretindrona, noretinodrel[11] acetato de noretindrona, diacetato de etinodiol.
- Segunda (gonana). levonorgestrel, noretisterona,[12]norgestrel.
- Terceira (gonana): desogestrel, gestodeno, norgestimato, drospirenona[12]
- Quarta: dienogest, drospirenona, nestorona, acetato de nomesgestrol e trimegestona[13]

Tanaproget é uma progestina não esteroidal.

## Métodos de contracepção baseados em progestinas
Foi descoberto que o método mais eficiente de contracepção é com a combinação de estrogênio e uma progestina. Isso pode ser feito de uma maneira monofásica, bifásica, ou trifásica. No método monofásico, ambos, estrogênio e progestina são administrados durante 20 ou 21, ou 24 dias e parados durante um período de quatro a 8 dias, dependendo do número de dias em que a combinação foi administrado, somando, ao todo, 28 dias, que inclui o período menstrual de aproximadamento cinco dias. Algumas vezes, é adotado um período de 28 dias, em que 6 ou 7 pílulas inertes são administradas, o que pode ajudar a evitar possíveis esquecimentos. Métodos bifásicos e trifásicos também são adotados com objetivo de simular as oscilações hormonais do ciclo menstrual. Outro método consiste em administrar uma pequena dose de progestina, sem estrogênio para reduzir certos riscos associados à administração do estrogênio, mas o maior efeito colateral é o sangramento irregular que pode ser observado nos primeiros 18 meses dessa terapia.